# ليسلي ستيفن
السيًر ليسلي ستيفن (بالإنجليزية: Leslie Stephen) (1832-1904) مؤلف وناقد إنجليزي، ومؤرخ مرموق، وكاتب، وناقداً، ومتسلق جبال.لقد كان المحرر المؤسس لمعجم السير الوطنية، و والد الكاتبة فرجينيا وولف والرسامة فانيسا بيل.

## حياته
ينحدر السيد ليسلي ستيفن من عائلة متميزة فكريًا، وُلِدَ في 14 (أعيد ترقيمها لاحقًا إلى 42) في هايد بارك جيت، كنسينغتون في لندن، وهو ابن السير جيمس ستيفن والليدي جين كاثرين (واسمها فين قبل الزواج) ستيفن. كان والده يعمل وكيل وزارة وقد ألغى عقوبة الإعدام. لقد كان الطفل الرابع من بين خمسة أطفال، ومن بينهم كان جيمس فيتزجيمس ستيفن (1829-1894) وكارولين إميليا ستيفن (1834-1909).
تنتمي عائلته إلى طائفة كلافام، وهي مجموعة من الإصلاحيين الاجتماعيين المسيحيين في أوائل القرن التاسع عشر. رأى ستيفن في منزل والده كل من ماكولايز وجيمس سبيدينغ والسيد هنري تايلور وناسو سنيور. تلقى ليسلي ستيفن تعليمه في كلية إيتون وكلية كينغز في لندن وقاعة ترينيتي في كامبريدج، حيث تخرج من جامعة بوسطن. حصل على لقب (رانغلر) في عام 1854 وعلى درجة الماجستير في عام 1857. انتُخب كعضو في ترينتي هول في عام 1854 وأصبح مدرسًا مبتدئًا في عام 1856. في عام 1859 رُشِّح لسر الكهنوت، ولكن دراسته في الفلسفة إلى جانب الخلافات الدينية المحيطة بكتاب «أصل الأنواع» لتشارلز داروين عام 1859، تسببت في فقدان إيمانه في عام 1862، وفي عام 1864 استقال من مناصبه من جامعة كامبريدج، وانتقل إلى لندن. وسَرَدَ بعضًا من تجاربه في فصل في كتابه «حياة فاوست» وكذلك ضمن بعض المسودات الأقل رسمية من جامعة كامبريدج: من قِبَل دون (1865). أعيد طبع تلك المسودات من قِبَل صحيفة بال مال، ومالكها جورج موريه سميث.

### حياته المهنية
في خمسينيات القرن التاسع عشر، دُعي كل من ستيفن وشقيقه جيمس فيتزجيمس ستيفن من قِبل فريدريك دينيسون موريس لإلقاء محاضرة في كلية الرجال العاملين. أصبح ليسلي ستيفن عضوًا في الكلية الحاكمة فيها.
كان ستيفن عضوًا فخريًا في قاعة ترينتي في كامبريدج، وقد حصل على درجة الدكتوراه الفخرية في الآداب (د. ليت) من جامعة كامبريدج ومن جامعة أكسفورد (في نوفمبر 1901). أثناء وجوده في كامبريدج، أصبح ستيفن رجل دين تابع للكنيسة الإنجليزية (الأنجليكية). في عام 1865، بعد أن تنكّر لمعتقداته الدينية، وبعد زيارته للولايات المتحدة قبل عامين، حيث أنشأ صداقات متينة مع أوليفر وندل هولمز جونيور وجيمس روسل لويل وتشارلز إليوت نورتون، استقر في لندن وأصبح يعمل كصحفي، إذ عمل في النهاية بالتحرير لمجلة كورنهيل في عام 1871 حيث برز كل من آر. إل. ستيفنسون وتوماس هاردي ودبليو. إي نوريس وهنري جيمس وجيمس باين، كمساعدين له.
في وقت فراغه، شارك في ألعاب القوى وتسلق الجبال. ساهم أيضًا في تحرير صحف مثل ساترداي ريفيو وفراسر وماكميلان وفورتنايتلي وغيرها. كان معروفًا من قبل بأنه متسلق جبال، كمشارك في كتاب «بيكس باسيز آند غلاشيرز» (عام 1862)، وكأحد الرؤساء الأوائل لنادي ألباين. في عام 1871، في ذكرى أول صعود له إلى جبال الألب، نشر كتاب «ذا بلايغراوند أوف يوروب»، إلى جانب كتاب «سكرامبلز أمونغست ذا آلبس» للكاتب فيمبر، واللذان أصبحا في الحال من الكتب التي تناقلتها الأجيال.
خلال أحد عشر عامًا من عمله كمحرر، بالإضافة إلى ثلاثة مجلدات حول الدراسات النقدية، قدم مساهمتين قيمتين في التاريخ النظري والفلسفي. كان الأول كتاب «تاريخ الفكر الإنجليزي في القرن الثامن عشر» (1876 و1881). تم الاعتراف بهذا العمل كإضافة مُهمة للأدب الفلسفي إذ أدّى ذلك على الفور إلى انتخاب ستيفن في نادي أثينيوم في عام 1877. وكان العلم الثاني هو كتاب «علم الأخلاق» (1882). اعتُمد هذا العمل على نطاق واسع ككتاب مدرسي يتحدث عن موضوع الأخلاق، وجعله من أشهر المؤيدين للأخلاقيات التطورية في بريطانيا في أواخر القرن التاسع عشر. انتُخب عضوًا في جمعية الآثار الأمريكية في عام 1901.
عمل ستيفن أيضًا كمحرر أول لقاموس السيرة الذاتية الوطنية (1885-1891).
عُيّن ستيفن قائدًا على «كيه سي بي» في قائمة الشرف للتكريم لعام 1902 التي نُشرت في 26 يونيو 1902.

### تسلّق الجبال
كان ستيفن واحدًا من أبرز الشخصيات في العصر الذهبي لتسلق جبال الألب (وهي الفترة ما بين صعود ويلز لقمة تيترهورن في عام 1854 وصعود ويمبر لقمة ماتهورن في عام 1865) حيث شهدت قمم جبال الألب الرئيسية صعودها الأول. بعد انضمامه إلى نادي ألباين في عام 1857 (عام تأسيسه)، قام ستيفن بصعوده الأول، وكان غالبًا بصحبة مرشده السويسري المُفضّل ميلكيور أندريغ، في القمم التالية:
- وايلدسترابل – 11 سبتمبر عام 1858 بصحبة تي. دبليو. هينكليف وميلكيور أندريغ.
- بيتسكورن – 13 أغسطس عام 1859 بصحبة أنتون سيغين وجوان سيغين وجوزيف إبينر.
- ريمبيفشكورن – 9 سبتمبر عام 1859 بصحبة روبرت ليفينغ وميلكيور أندريغ وجوان زومتوغفالد.
- ألبوبل – 9 أغسطس بصحبة تي. دبليو. هينكليف وميلكيور أنديريغ وبيتر بيرن.
- ببلومليسالفورن – 27 أغسطس عام 1860 بصحبة روبرت ليفينغ وميلكيور أنديريغ وإف. أوغب وبي. سيموند وجي.كي. ستون.
- سكريكهورن – 16 أغسطس عام 1861 بصحبة أوريتش كوفمان وكريستيان ميشيل وبيتر ميشيل.
- مونت ديزغرازيا – 23 أغسطس عام 1862 بصحبة إي. إس. كينيدي وتوماس كوكس وميلكيور أنديريغ.
- زيناروثورن – 22 أغسطس عام 1864 بصحبة فلورانس كروفورد غروف وجايكوب أنديريغ وميلكيور أنديريغ.
- مونت ماليت – 4 سبتمبر عام 1871 بصحبة جي. لوب وإف.أي. والروث وميلكيور أنديريغ وإتش وأي تورنير.
- وعُيّن كرئيس لنادي ألباين من عام 1865 حتى عام 1868.

## روابط خارجية
- ليسلي ستيفن على موقع الموسوعة البريطانية (الإنجليزية)
- ليسلي ستيفن على موقع إن إن دي بي (الإنجليزية)